# Craig Dixon

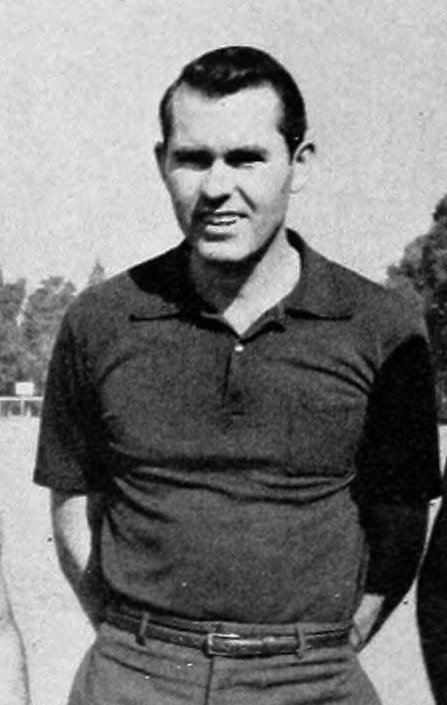
Craig Dixon, 1960

Craig Dixon (Craig Kline Dixon; * 3. März 1926 in Los Angeles; † 25. Februar 2021) war ein US-amerikanischer Hürdenläufer.
1948 gewann er bei den Olympischen Spielen in London die Bronzemedaille im 110-Meter-Hürdenlauf hinter seinen Landsleuten William Porter und Clyde Scott.
Im darauffolgenden Jahr wurde er sowohl US-Meister über 110 Meter Hürden und 200 Meter Hürden wie auch NCAA-Meister über 110 Meter Hürden und 220 Yards Hürden.
1952 versuchte er sich erneut für die Olympischen Spiele in Helsinki zu qualifizieren, stürzte jedoch im Finale der US-Ausscheidungskämpfe an der achten Hürde.
Nach seiner aktiven Karriere war er als Leichtathletiktrainer an seiner Alma Mater, der University of California, Los Angeles, tätig.